# الدورة الفائقة العظمى
الدورة الفائقة العظمى هي أطول فترة زمنية، أو موجة، في تضخم سوق مالية ما وفقًا لتعريف مبدأ موجة إليوت لها، الذي وضعه وصاغه في الأصل رالف نيلسون إليوت. تكهن إليوت بأن تقدمًا كبيرًا في الدورة الفائقة العظمى قد بدأ في سوق الأوراق المالية في الولايات المتحدة عام 1857 واستمر حتى عام 1928، لكنه صرح بوجود تفسير آخر يفضي إلى أن تلك الموجة كانت ربما ثالث أو حتى خامس موجة للدورة الفائقة العظمى. من ناحية ثانية، تمت إعادة تقييم هذه التخصيصات وتوضيحها باستخدام مجموعات بيانات مالية تاريخية من أعمال إيه. جي. فروست وآر. آر. بريتشر، ويعتبر الآن أن بداياتها كانت في عام 1789، أي عندما بدأ تسجيل بيانات سوق الأوراق المالية.
تنقسم الدورة الفائقة العظمى، مثل جميع موجات إليوت، إلى أجيال أصغر من الأمواج. الجيل التالي الأصغر من الأمواج هو تلك التي تكون من مرتبة الدورة الفائقة فقط. تصف التطبيقات الحديثة لمبدأ الموجة، موجات درجاتها أكبر يمتد زمنها عبر فترة الألفية.
يفترض التطبيق الحديث لنظرية إليوت الموجية أن الموجة الفائقة العظمى الخامسة تكتمل في القرن الحادي والعشرين ويجب أن يتبعها نمط هبوط تصحيحي سيمثل أكبر ركود اقتصادي منذ سبعينيات القرن العشرين.
تُقارن غالبًا، في التحليل الفني، الموجة الفائقة والفائقة العظمى بموجة كوندراتيف، وهي دورة استمرت من 50 إلى 60 عامًا، لكن هذه المفاهيم تعتبر مختلفة إذا ما دخلنا في تفاصيلها.

## الموقع المحتمل لموجة إليوت في أسواق المال العالمية
يعتقد بعض محللو موجة إليوت أن هبوطًا في السوق في الدورة الفائقة العظمى في أسواق الولايات المتحدة وأوروبا المالية بدأ في عام 1987. عندما ثبت أن ذلك غير صحيح لاحقًا، تم تعديله ليصبح 2000 ومن ثم 2006.
وصل معدل داو جونز الصناعي بين عامي 2006-2007 إلى أعلى مستوى جديد له على الإطلاق، والذي شرحه بعض محللو موجات إليوت لاحقًا بأنه مؤشر على أن الفترة بين عامي 2000-2002 لم تكن بداية هبوط سوق الدورة الفائقة العظمى. من ناحية ثانية، نظرًا لأن هذا الارتفاع الجديد كان مجرد ارتفاع جديد في الدولار الأمريكي، ولكنه لم يكن ارتفاعًا عندما قيس بأونصات الذهب، يعتقد محللو موجة إليوت آخرون أن هذا الارتفاع كان «زائفًا».